# Parafia Katedralna św. Mikołaja w Elblągu
Parafia Katedralna Świętego Mikołaja w Elblągu – rzymskokatolicka parafia położona w diecezji elbląskiej, w dekanacie Elbląg-Śródmieście. Erygowana w 1246 roku przez biskupa warmińskiego Anzelma. Jest najstarszą parafią katolicką w mieście.